# Crum Hill
Crum Hill ist ein im Bundesstaat Massachusetts gelegener Berg. Er ist mit 866 Meter (nach anderen Angaben 862 m) die höchste Erhebung der Berkshire Mountains.